# Alfons Rissberger

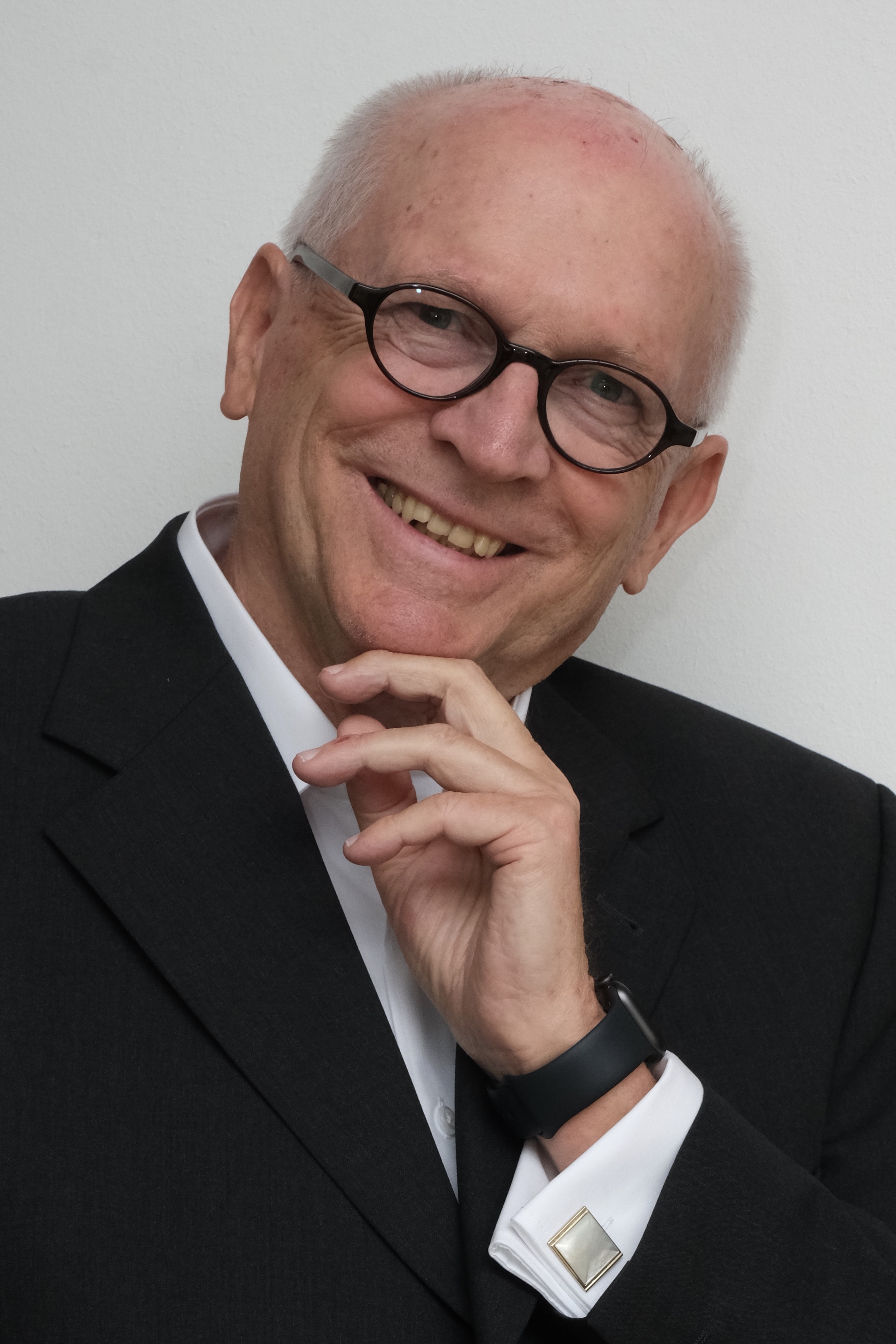
Alfons Rissberger 2020

Alfons Rissberger (* 25. Mai 1948 in Worms) ist ein deutscher E-Learning-Pionier (seit 1986), Unternehmer, Unternehmensberater und Autor. Auf Grundlage einer Idee Rissbergers wurde 1999 die Initiative D21 e. V. gegründet, Deutschlands größte Partnerschaft von Politik und Wirtschaft zur Ausgestaltung der Informationsgesellschaft.
Rissberger war 44 Jahre international Berater für Politik und Wirtschaft mit dem Schwerpunkt: Erfolg und Effizienz im IT-Zeitalter, insbesondere IT-Einsatz im Management und im Bildungswesen. Er war ab 1986 der erste deutsche Forscher, der einen BKL-Modellversuch zum E-Learning-Einsatz unter Einbezug einer Grundschule verantwortete.
Rissberger war zehn Jahre Hochschullehrer, von 1985 bis 1993 verantwortlich für Informationstechnische Grundbildung und E-Learning im Bildungswesen im rheinland-pfälzischen Kultusministerium, von 1993 bis 2005 Geschäftsführer der DVZ Datenverarbeitungszentrum Mecklenburg-Vorpommern GmbH und war danach bis 2015 Inhaber des Unternehmens Rissberger Strategie Consulting in Hamburg und Schwerin.

## Leben
Rissberger studierte nach einer Radio- und Fernsehtechniker-Handwerkslehre Elektrotechnik, Informatik und Berufspädagogik – mit den Schwerpunkten Pädagogische Psychologie und Politikwissenschaften – in Frankfurt und Darmstadt. Er ist Diplomingenieur und verfügt über das erste und zweite Staatsexamen als Berufspädagoge.
Sein Studium finanzierte der Sohn eines Schlossers unter anderem als Nacht-Fracht-Arbeiter am Frankfurter Flughafen und durch den Aufbau der Informatik-Kurs-Systeme an den Volkshochschulen Frankfurt-Höchst und seiner Heimatstadt Worms. Das Konzept dieser Informatik-Kurse war Grundlage für die Empfehlungen der Gesellschaft für Informatik und des Deutschen Volkshochschul-Verbandes für die Erwachsenenbildung.
Von 1970 bis 1991 übte er eine Lehr- und Leitungstätigkeit im Schul- und Hochschulbereich sowie in der Weiterbildung von Führungskräften der Wirtschaft aus; Schwerpunkt war Angewandte Informatik; u. a. von 1979 bis 1991 als Hochschullehrer in den Fachbereichen Informatik, Handel, Außenhandel, Steuerwesen und Touristik an der Fachhochschule Rheinland-Pfalz, Standort Worms. Zehn Jahre war er Dozent im BASF-Führungskolleg am Universitätsseminar der Wirtschaft, Wasserschloss Gracht in Liblar bei Köln.

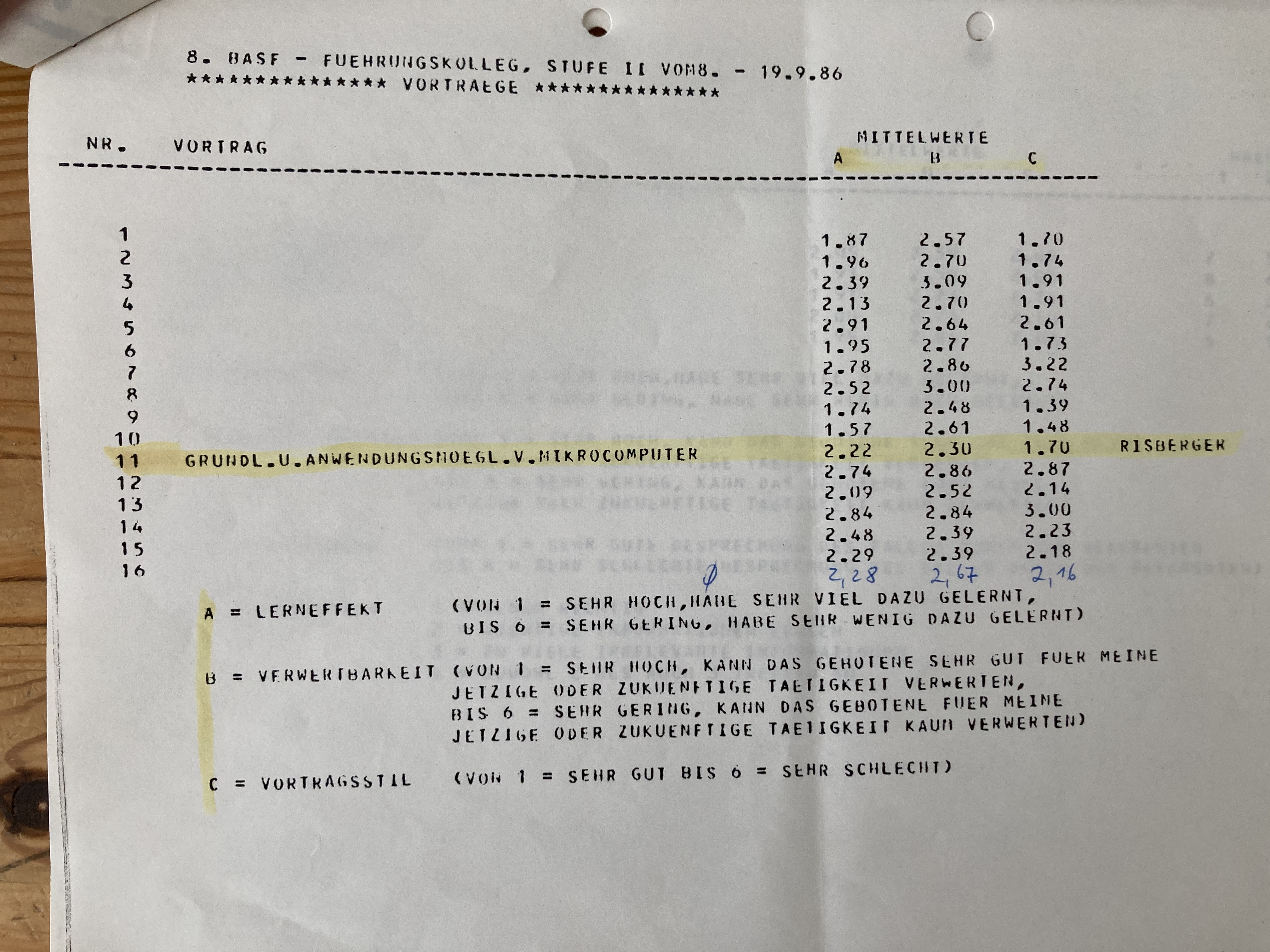
Rissberger bei BASF

Seit 1974 ist Rissberger Berater für Politik und Wirtschaft mit dem Schwerpunkt Erfolg und Effizienz im IT-Zeitalter, unter anderem als Sachverständiger der Enquete-Kommission Deutschlands Weg in die Informationsgesellschaft des Deutschen Bundestages, Mitglied des wissenschaftlichen Beirats der Konrad-Adenauer-Stiftung, Ideengeber und Vorsitzender des Multimediabeirats Mecklenburg-Vorpommern, Initiator und Leiter zahlreicher Forschungsprojekte im Bereich E-Learning, Initiator und Autor von TV- und Videoproduktionen, Initiator und Autor erstmaliger Lehrbücher und zahlreicher Veröffentlichungen. Er war 10 Jahre Leiter und die Nummer 1 des europaweit einzigen Seminars „Informationstechnologie für Führungskräfte“ des weltweiten Premiumanbieters IIR Institute for International Research.
Von 1985 bis 1993 war Rissberger unter anderem Leiter des Bereichs Neue Informations- und Kommunikationstechniken im Ministerium für Bildung, Wissenschaft und Weiterbildung Rheinland-Pfalz, Mainz, verantwortlich für die Einführung der ITG Informationstechnischen Grundbildung an allen allgemeinbildenden Schulen der Sekundarstufen des Landes und Herausgeber des ersten deutschen ITG-Schulbuchs im Klett-Verlag. Rissberger war Ideengeber und Leiter mehrerer erstmaliger deutscher und europäischer BLK-Modellversuche im Bereich E-Learning. Er ist Ideengeber neuer Schulformen (u. a. Höhere Berufsfachschule Informatik) und für neue Ausbildungsberufe.
1994 war er Initiator des Berliner Memorandums Aktiver Lernen: Multimedia für eine bessere Bildung.
1999 war er Ideengeber und Gründungsvorstand der Initiative D21 mit Bundeskanzler Gerhard Schröder als Vorsitzendem des Beirats.
Von 2001 bis 2005 war Rissberger Gründer und geschäftsführender Gesellschafter der DVZ Consulting GmbH, Schwerin.
2001 hatte Rissberger ein konzertiertes nationales Projekt E-Learning im deutschen Bildungswesen gefordert und mit dem Konzept für eine erste virtuelle Universität Deutschlands VirtuS – Virtuelle Universität Schwerin konkretisiert. Das Projekt kam bisher nicht zustande, da keine konventionelle deutsche Universität zur Partnerschaft mit der Zu gründenden VirtuS-AG bereit war.
2007 war er Initiator und Mitherausgeber des Berliner Memorandums VirtusD Virtuelle Universität Deutschland – E-Learning für eine bessere Bildung an den Hochschulen.
Von 2005 bis 2015 war Rissberger Inhaber der Firma Rissberger Strategie Consulting, Hamburg und Schwerin.

## Projekte
- 2007 Ideengeber und Mitherausgeber des Berliner Memorandum VirtusD Virtuelle Universität Deutschland
- 1999 Ideengeber und Gründungsvorstand der Initiative D21 (heute: größte europäische Partnerschaft zwischen Politik und Wirtschaft)
- 1998 Ideengeber und Leiter „IIR-Seminar Informationstechnologie für Führungskräfte“
- 1994 Ideengeber und Mitautor Berliner Memorandum Multimedia für eine bessere Bildung
- 1991 BLK-Modellversuch CLIP (Computerunterstütztes Lernen im Primarbereich; erster Modellversuch in Deutschland an Grundschulen auf der Basis Windows), BLK = Bund-Länder-Kommission für Bildungsplanung und Forschungsförderung
- 1988 BLK-Modellversuch „CULAS Computerunterstütztes Lernen an Allgemeinbildenden Schulen“, 1. Modellversuch in Deutschland auf der Basis MS-DOS
- 1987 BLK-Modellversuch TOAM (erster Modellversuch in Europa zur wissenschaftlich begleiteten Nutzung computerunterstützter Lernsystemen an allen allgemeinbildenden Schularten inkl. Grundschule)
- 1987 Ideengeber und Herausgeber des ersten deutschsprachigen Lehrbuchs Informationstechnische Grundbildung (ITG) im Klett-Verlag
- 1986 Ideengeber und Mitautor der Videoproduktion Computer in der Arbeitswelt des Deutschen Sparkassen- und Giroverbandes
- 1985 BLK-Modell-Versuch Mikrocomputer an technischen Schulen (MATS)
- 1985 ITG-Schulfernsehen der ARD
- 1985 BLK-Modell-Versuch Informationsstelle Schule und Computer
- 1985 BLK-Modell-Versuch Informationstechnische Grundbildung (ITG)
- 1984 Ideengeber und Autor des ersten deutschsprachigen Lehrbuchs Informatik für technische Berufe (Teubner-Verlag)
- 1983 Ideengeber und Gründung „Höhere Berufsfachschule Informatik“, Bildungszentrum Worms
- 1982 Ideengeber „Neuer Ausbildungsberuf Mikroelektroniker“ an die Bundesregierung (realisiert 1997)

## Privates
Rissberger ist in zweiter Ehe verheiratet. Er hat aus erster Ehe zwei Kinder.